# Den tatuerade generationen
Den tatuerade generationen är ett studioalbum av Magnus Uggla, utgivet den 6 oktober 2004. Det producerades av Peter Kvint och Simon Nordberg. Albumet toppade den svenska albumlistan.

## Låtlista
Alla texter är skrivna av Magnus Uggla och musik av Anders Henriksson och Magnus Uggla, utom där annat angivits.
1. "Magnuspassionen"
2. "Dödens ort"
3. "Efterfest"
4. "Värsta grymma tjejen"
5. "Det är tanken som räknas"
6. "Minnena av dig"(Magnus Uggla)
7. "Nu har pappa laddat bössan"
8. "Ta in ett helrör" (Magnus Uggla)
9. "Greatest hits"
10. "Stans värsta plåster"
11. "Varning på stan enligt Bellman"

## Listplaceringar
| Lista (2004-2005) | Position |
| ----------------- | -------- |
| Sverige           | 1        |

Albumet låg totalt 44 veckor på den svenska försäljningslistan, från vecka 42 2004 till vecka 36 2005. Den har hittills belönats med en platinaskiva.